# Transhuman Space

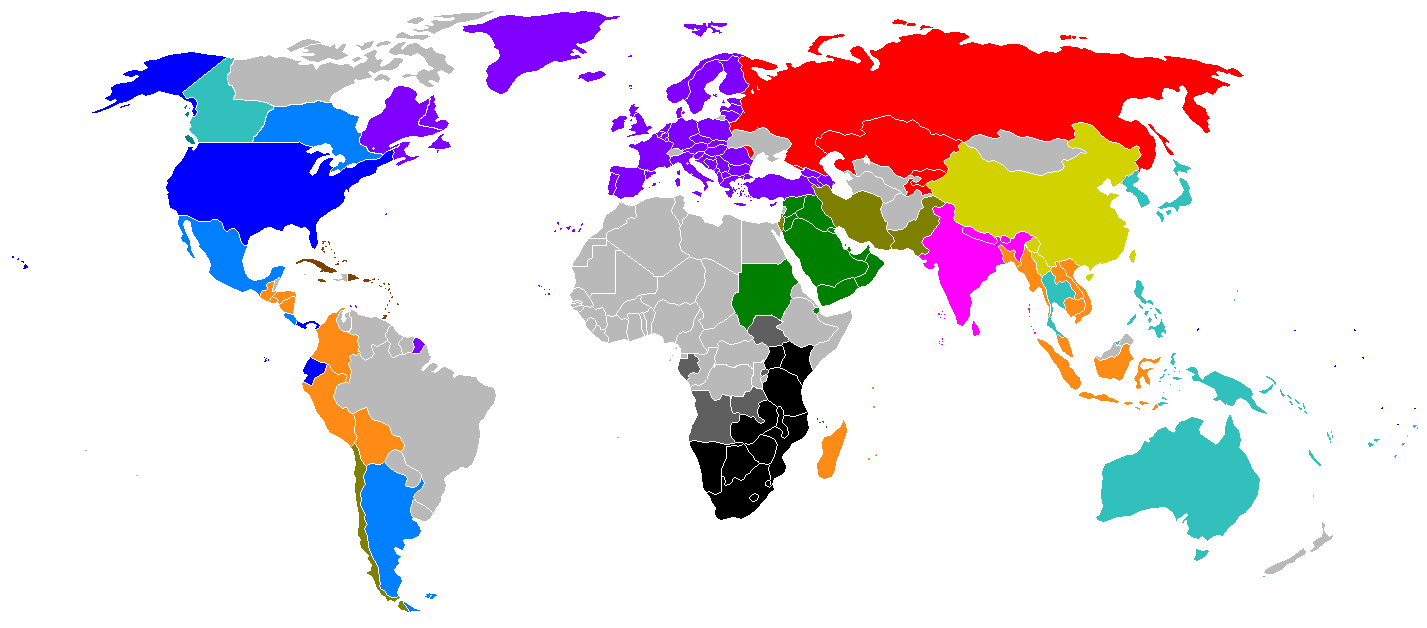
Carte politique de la Terre dans Transhuman Space

Transhuman Space est un jeu de rôle publié en anglais par Steve Jackson Games en 2002. Initialement publié comme supplément dans la gamme GURPS, il est ensuite devenu un jeu de rôle à part entière, incluant les règles de GURPS dans le livre de base. C'est un jeu de rôle consacré à un futur proche réaliste, basé sur des théories scientifiques prospectives et autres sciences récentes comme la mémétique.

## Récompenses
Transhuman Space a reçu le Grog d'or 2003, décerné par le Guide du Rôliste Galactique.